# Horváth Cirill (karnagy)
Horváth Cirill (Hosszúpereszteg, 1914. július 6. – Veszprém, 1982. március 27.) pap, karnagy, zeneszerző.

## Élete
Horváth József földműves és Csordás Rozália gyermeke. Testvérbátyja Horváth Szaléz ciszterci szerzetes. Középiskolába Székesfehérváron járt ahol 1932-ben tett érettségit, majd Veszprémben tanult teológiát 1937-ig. 1937. október 30-án szentelte pappá Hanauer Á. István váci püspök Veszprémben. Előbb Kéthelyen, majd 1938-tól Felsőiszkázon, 1939-től Karádon volt káplán. 1942-43-ban Balatonlellén, Nemestördemicen és Igalon káplánkodott. Ezzel egyidejűleg 1939 és 1945 között zenét tanult Budapesten, 1942-ben szerezte egyházkarnagyi oklevelét a budapesti Zeneművészeti Főiskolán. 1943-45-ben tanulmányai szabadságon volt. 1945-ben a veszprémi Szent Mihály-templom káplánja és a szemárium énektanára, 1946-ban veszprémi székesegyházi karnagy volt. Kórusával 1948-ban megnyerte a megyei centenáriumi énekkari versenyt, 1948. július 4-én a rádióban is szerepeltek. 1960. november 27-én egyházmegyei zenei főigazgatóvá nevezték ki.

## Zeneszerzői munkássaga
- Egyházi énekek: 19 db. [Missa triumphalis (latin), Veszprémi mise (magyar), Ave Maria (szóló), Karácsonyi Credo (latin), Passió turbák, Dextera Domini (kánon), A keresztfához megyek (kánon), Szent István, Szent Imre, Szent László, Szent Margit, Szent Mihály, pünkösdi himnusz, Ének Árpád-házi Szent Margithoz, Szent Magdolna ének, Búcsú ének, Himnusz a Szűzanyához, Föltámadott az úr, Mennyek királya]
- Átdolgozások: 10 db. [Hazádnak rendületlenül, Regina coeli (Harmat), Regina coeli (Kreutzer), A fényes Istenarcot, Terra tremuit (Harmat), Leszállt a földre (Kertész), Csendes éj, Ave Maria (Beethoven), Béke kánon 4. sz., Ékes napra 4. sz. (Bárdos)]
- Népének feldolgozások: 9 db. [Magyarok fénye, Krisztus virágunk, Mária, Mária ... , Áldott Szent István, Szenteidben csodálandó, Mit jelent a fény, Hála legyen az Istennek, Messiásunk született, Ó Jézus, Jézus ...]
- Motetták: 6 db. [Salve Regina, A csodatevő Isten dicsérete, Cantate Domino, Exultate justi, Isten jóságának dicsérete, Ecce sacerdos]
- Világiak: 9 db. [Két magyar nóta, Altatódal, Tavaszi dal, Petőfi induló, Krisztus-király induló, Dal a zenéről, Néha figyelj oda (televízió), Gyászinduló, Nászinduló]
- Műfordítások: 3 db. [Reger: Mária bölcsődala, Verdi: Otello - Ave Maria, Mascagni: Parasztbecsület - Turridu] Orgonapreludiumok.
- Népének kíséretek.

Egyházi és zenei szaklapokban publikált cikkeket.